# Push Comes to Shove
Push Comes to Shove (с англ. — «Толчок Приходит к Толчку») — девятый в общем и второй с альбома Fair Warning сингл хард-рок группы Van Halen, выпущенный в мае 1981 года на лейбле Warner Bros..

## О сингле
Эдди Ван Хален исполнил несколько разных соло для этой песни перед продюсером Тедом Темплманом, и все они ему не понравились. Предположительно, на следующий день Эдди сыграл то же соло, что и накануне, и Тед мгновенно одобрил его. На соло сильно повлияли гитаристы-экспериментаторы, такие как Фрэнк Заппа и Алан Холдсуорт. Это считается самой мрачной песней Van Halen с Дэвидом Ли Ротом.
Сингл поднялся на 29 место в хит-параде Hot Mainstream Rock Tracks.

## Список композиций
| №  | Название              | Длительность |
| -- | --------------------- | ------------ |
| 1. | «Push Comes to Shove» | 3:49         |

| №  | Название       | Длительность |
| -- | -------------- | ------------ |
| 1. | «Dirty Movies» | 4:08         |

## Участники записи
- Алекс Ван Хален — ударные
- Эдди Ван Хален — электрогитара, бэк-вокал
- Майкл Энтони — бас-гитара, бэк-вокал
- Дэвид Ли Рот — вокал